# Bratanka
Grusza 'Bratanka' – odmiana uprawna (kultywar) gruszy należąca do grupy grusz zachodnich. Odmiana powstała w Sadowniczo-Szkółkarskim Zakładzie Doświadczalnym w Albigowej, w Polsce, w roku 1987 jako siewka z wolnego zapylenia.

## Morfologia
PokrójDrzewo rośnie słabo. Korona o mocnej konstrukcji, wysmukła, wzniesiona z wyraźnym przewodnikiem, od którego konary odchodzą pod ostrym kątem. Istotne w związku z tym jest formowanie młodego drzewa z zastosowaniem klamerkowania i odginania pędów.
OwocOwoce duże, baryłkowate, zwężające się ku szypułce, z karbowaniem na całej powierzchni. Skórka zielonkawa, później zielonożółta, pokryta licznymi, brązowymi przetchlinkami, dość gruba. Szypułka krótka, lekko wygięta, umieszczona niesymetrycznie z boku owocu, często występuje zgrubienie miąższu na szypułce. Zagłębienie szypułkowe płytkie. Zagłębienie kielichowe pofałdowane, płytkie. Kielich mały. Miąższ białokremowy, średnioziarnistej konsystencji, soczysty.

## Zastosowanie
Jesienna odmiana deserowa, o dobrym smaku. Słaby wzrost sprawia iż nadaje się bardzo dobrze do nasadzeń towarowych w sadach intensywnych, wadą jest mało atrakcyjny wygląd owoców. Polecana do nasadzeń amatorskich szczególnie w chłodniejszych rejonach.

## Uprawa
Wcześnie wchodzi w okres owocowania (3-4 rok po posadzeniu), owocuje corocznie i obficie. Kwitnie średnio wcześnie i jest dobrym zapylaczem dla wielu odmian. Wiąże jeden lub dwa owoce w kwiatostanie, nie występuje więc konieczność przerzedzania zawiązków.

### Podkładka i stanowisko
Jako podkładki zaleca się siewki gruszy kaukaskiej. Zgodność zrastania się z pigwą nieznana.

### Zdrowotność
Na mróz bardzo odporna, na parcha średnio odporna, wrażliwość na zarazę ogniową nieznana, mało podatna na choroby drewna i kory.

### Zbiór i przechowywanie
Zbiór owoców najczęściej przypada w pierwszej połowie września. Do spożycia nadają się w kilka dni po zbiorze. W chłodni przechowują się do 3 miesięcy.